# Comenzaré
| Críticas profissionais | Críticas profissionais |
| Avaliações da crítica  | Avaliações da crítica  |
| Fonte                  | Avaliação              |
| ---------------------- | ---------------------- |
| Allmusic               | 3 de 5 estrelas.       |

Comenzaré é o álbum de estreia do artista musical porto-riquenho Luis Fonsi, lançado em 15 de Setembro de 1998 pela gravadora Universal Music Latino.

## Faixas
| N.º            | Título              | Compositor(es)     | Duração |  |
| 1.             | "Si Tú Quisieras"   | Alfredo Matheus    | 4:25    |  |
| 2.             | "Comenzaré"         | Matheus            | 3:53    |  |
| 3.             | "Perdóname"         | Camilo Blanes      | 3:57    |  |
| 4.             | "Tu Calor"          |                    | 3:53    |  |
| 5.             | "Díme Como"         | Matheus            | 3:42    |  |
| 6.             | "Yo Frente al Amor" | Alejandro Vezzani  | 3:15    |  |
| 7.             | "Por Ella"          | Francisco Céspedes | 3:40    |  |
| 8.             | "Tres Veces No"     |                    | 3:26    |  |
| 9.             | "Me Iré"            | Matheus            | 3:37    |  |
| 10.            | "Ya No Sé Querer"   | Jaime Ciero        | 4:19    |  |
| Duração total: | Duração total:      | Duração total:     | 38:07   |  |

## Singles
| #  | Título            | EUA |
| -- | ----------------- | --- |
| 1. | "Díme Como"       | #23 |
| 2. | "Si Tú Quisieras" | #9  |
| 3. | "Perdóname"       | #17 |
| 4. | "Me Iré"          | #19 |

## Charts
| Chart (1999)               | Posição |
| -------------------------- | ------- |
| Billboard Latin Pop Albums | 12      |
| Billboard Top Latin Albums | 27      |

## Vendas e certificações
| Região                                         | Certificação | Vendas   |
| ---------------------------------------------- | ------------ | -------- |
| Estados Unidos (RIAA)                          | Ouro         | 100,000^ |
| ^distribuições baseadas apenas na certificação |              |          |